# Деций Траян
Гай Месий Квинт Деций Траян (на латински: Gaius Messius Quintus Traianus Decius), известен в историята още като Траян Деций, или Деций Траян е римски император през периода 249 – 251 година. Той е вторият император от балканските провинции; родом от Панония, предците му вероятно имат италийски произход. Женен е за Херения Етрусцила от знатен италийски род. Има двама синове, също императори: Херений Етруск и Хостилиан.
Съзнателен държавник, олицетворение на римските добродетели, Деций не съумява да оцени вярно както своите собствени способности, така и истинското положение на империята, която било съдено да ръководи към катастрофа. Остава в историята с масовите антихристиянски гонения и с поражението във войната срещу готите, ставайки първият император, убит от варвари.

## Произход и възкачване
Отначало Деций служи като управител на илирийските провинции, след това в Германия и Тараконска Испания. Веднъж е консул. Има важно значение в политическия живот при Филип I Арабина, когато става префект на град Рим. Около 245 г. Деций отново е начело на Дунавската армия. Когато през 248 – 249 г. управителят на Мизия Пакациан въстава срещу непопулярния император Филип, Деций е изпратен да потуши недоволството. При пристигането на Деций, легионерите убиват Пакациан, присъединяват се към Деций и го избират за император, въпреки нежеланието и първоначалната му съпротива.
След като предизвиква Филип Араб, който е разбит при Верона, Деций влиза триумфално в Рим и е признат от Сената (септември-октомври 249 г.) за законен император. Тогава Деций приема името Траян в чест на „Най-добрия принцепс“ в историята и обявява, че ще управлява в съгласие със сенатското съсловие, за да възстанови морала и достойнството на римското общество. Обявява синовете си Херений Етруск и Хостилиан за цезари-съимператори.

## Вътрешна политика
От самото си възкачване Деций показва уважение към традициите на Сената и започва консервативна пропаганда в подкрепа на старинните добродетели, завещани от предците, Mos maiorum – доблестта и качествата, приети за идеал от древните римляни. Опитва се да възстанови поста цензор, но избраният за такъв Валериан (бъдещият император) тактично отказва.
По времето на Деций в Рим е започнат строежът на нови обществени бани на Авентинския хълм (Thermae Decianae), завършени година след края на управлението му. Съдейки по оставените изображения и статуи, средата на III век бележи връх на реализма в древноримското изкуство.

### Гонения на християни
Стремейки се да върне западналия авторитет на държавната власт, Деций решава да наложи като задължителен за всички граждани и поданици, култа към бог Юпитер заедно с „Гения на Императора“. През януари 250 г. Деций издава едикт, с който задължава жителите на империята (с изключение на юдеите) на определени дати да участват в официалните церемонии и публично да жертвопринасят тамян пред олтарите на храмовете, за благото и сигурността на империята и императора. В замяна на това поклонниците получават сертификат, че са изразили своята лоялност и почит към традиционната римска идеология.
Повечето жители на империята изповядват различни култове и нямат нищо против да се подчинят. Християните, наброяващи вече значителна маса, обаче отказват да отдават поклонение на фалшиви за тях божества. Деций обявява непочитането на държавния култ за измяна срещу властта, което дава повод да бъдат предприети масови преследвания. Започва жестокото „Дециево гонение“, в което мнозина загиват като мъченици, а този император добива злочестото име на богоборец в християнската традиция. В действителност, голяма част от християните се отказват от вярата си, по-късно приемайки я отново.
Междувременно докато в Рим и много части на империята избухват епидемии, обществото е деморализирано и разединено, а икономиката в повечето провинции продължава да запада, от степите на североизток се появява нова заплаха – готите.

## Нашествието на готите
Готите са германско племе, произхождащо от Прибалтика и Скандинавия. През II-III век сл. Хр. те мигрират към северозападното Черноморие; установявайки се в Крим, достигат до делтата на Дунав и стават съсед на Римската империя. По това време римляните все още знаят много малко за тях.
Готите нахлуват на римска земя в края на 249 г., няколко месеца след възкачването на Деций, когато Дунавската армия е ангажирана с междуособния конфликт в Италия. Отново, през 250 г., племената разбиват отбраната при Ниш и разграбват слабо защитената Мизия. Тогава обаче те са пресрещнати и отблъснати от легиони, предвождани лично от императора при Никопол на Дунава.
По-късно същата година при Берое, около дн. Стара Загора, римляните са изненадани неподготвени от основната готска войска и биват принудени да се оттеглят победени. С това пътят пред нашествениците е открит. Готите, водени от Книва, се спускат над Тракия и безнаказано я опустошават. Големият град Филипопол (дн. Пловдив), е обсаден и превзет, може би благодарение на предателството на градоначалника Приск, който с подкрепата на варварите се обявява за император след това. Филипопол е унищожен с около 100 хил. души в него, потърсили убежище зад крепостните му стени.
Докато готите подлагат Тракия на разграбване, в Рим сенаторът Лициниан, вероятно подмамен от слухове за гибелта на императора, прави опит за преврат, но не среща подкрепа и е убит няколко дни по-късно. В началото на 251 г. узурпаторът Приск е изоставен от варварите и също е убит. Натоварени с плячка и пленници, племената напускат разорената провинция. През това време Деций събира останалите му войски, надявайки се да пресече изтеглянето на готите на север към Дунав.

### Битката при Абритус (251 г.)
Решаващата среща между римляните и готите се състои край Абритус, дн. Разград, на 1 юли 251 г. Варварите успяват да надхитрят императора и неговите военачалници, като ги подмамват към непроходимите блата, недалеч от града. Там римските легиони затъват в калта, придвижването им е затруднено и те се оказват заобиколени и атакувани от готската армия. В последвалото свирепо клане по-голямата част от легионерите са поголовно избити.
Когато в разгара на боя Деций научава, че синът му е убит от вражеска стрела, той заявява, че смъртта на един войник не е голяма загуба за отечеството, показвайки, според неговите възхвалители, ярък пример за древноримска доблест, макар дори и пред лицето на трагедията.
До края на сражението повечето от римляните, включително император Траян Деций и синът му Херений Етруск, загиват. Смята се, че императорът намира смъртта си вероятно удавен в блато. Деций е първият римски император, загинал в битка с външни врагове. Битката при Абритус е едно от най-тежките поражения в историята на Рим. Това се оказва преломен момент и е началото на края за империята. Освен удар по авторитета на Рим, това е събитието, което води до колапс на държавата.

## Сведения за принципата на Деций
- Аврелий Виктор, De Caesaribus 29
- Евсевий, Historia ecclesiastica libri 6 – 8
- Евтропий, Breviarium 9.4
- Йорданес, Getica 17 – 18
- Зосим, Historia nova 1.21 – 23